# Christian Seeler
Christian Seeler (* 27. November 1958 in Hamburg) ist ein deutscher Schauspieler und Intendant.

## Biografie
Seeler ist der Sohn der Politikerin Ingrid Seeler (SPD) und des Oberkirchenrates und Senators Hans-Joachim Seeler (SPD). Der Ex-Vorstand der Lloyd Fonds AG und Hamburger Bürgerschaftsabgeordnete Joachim Seeler (SPD) ist sein Bruder. Er ist auch mit dem Fußballspieler Uwe Seeler verwandt. Die Familie lebte ursprünglich in Bramfeld, dann in Hamburg-Barmbek und zog 1962 wieder nach Hamburg-Bramfeld um.
Seeler absolvierte nach dem Abitur eine kaufmännische Lehre beim Handelshaus Alfred C. Toepfer. In seiner Freizeit spielte er Theater.
Seit 1982 trat er als Schauspieler im Ohnsorg-Theater auf. Von 1984 bis 1992 war er kaufmännischer Direktor des Theaters. Dort hat er das Tourneetheater Nordtour mitgegründet, welche unter anderem die Touren des Ohnsorg-Theaters organisiert. Von 1992 bis 1996 wechselte er in die freie Wirtschaft.
Von 1996 bis 2017 war Seeler Intendant des Ohnsorg-Theaters als Nachfolger von Walter Ruppel und Thomas Bayer. In seiner Zeit wechselte 2011 das Ohnsorg-Theater nach 75 Jahren in den Großen Bleichen zum neuen, größeren Standort im Bieberhaus, Heidi-Kabel-Platz, am Nordausgang des Hamburger Hauptbahnhofs.
Seeler ist verheiratet mit der Psychologin Bärbel Seeler; das Paar hat drei Kinder.

## Ehrungen
- 2009: Ehren-Schleusenwärter der Congregation der Alster-Schleusenwärter[5]
- 2017: Anlässlich seines Abschieds vom Ohnsorg-Theater wurde Seeler mit der Biermann-Ratjen-Medaille geehrt.[4]
- 2017: Ehrenmitgliedschaft des Ohnsorg-Theaters[6]

## Hörspiele
- 1999: Twee Minschenkinner – Regie: Frank Grupe
- 2001: Liebeslänglich Amrum (16. und 18. Folge) – Regie: Frank Grupe
- 2010: Wilma un Karl – För mien Mudder, de veel opschreven un bewahrt hett – Regie: Hans Helge Ott
- 2013: Düsse Petersens (12. Folge: Üm de Eck) – Autor und Regie: Hans-Helge Ott
- 2014: Düsse Petersens (13. Folge: Salz des Lebens) – Regie: Hans Helge Ott
- 2014: Düsse Petersens (15. Folge: Seelenverwandt) – Regie: Hans Helge Ott